# Cixila
Cixila, Cigila, o Cixilanes fue un arzobispo de Toledo de España en el s. VIII que emuló a Ildefonso de Toledo.

## Biografía
Aunque nunca conoció personalmente a su modelo, a partir de sus escritos aprendió sus virtudes y sabiduría, y divulgó su obra.
En el año 774 fue nombrado arzobispo de Toledo hasta su muerte en 783. Otras fuentes sitúan su cargo entre 745-754, o entre 752-775 pero no parecen concordar.
En su época, la conquista musulmana de la península ibérica era muy amplio, por lo que su labor de apoyo era de gran influencia, y los fieles se sentían apoyados por sus consejos y entereza, sirviendo de acicate contra la ocupación del reino visigodo.
Como parte de la resistencia, se encargó de esconder y proteger numerosas obras de literatura cristiana y reliquias de santos.

## Obras
- Vida de San Ildefonso
- Varias poesías en latín. Aunque hay pocos fragmentos, los estudiosos resaltan su belleza de esos párrafos.